# Henri de Wurtemberg
 (septembre 2024).
Si vous disposez d'ouvrages ou d'articles de référence ou si vous connaissez des sites web de qualité traitant du thème abordé ici, merci de compléter l'article en donnant les références utiles à sa vérifiabilité et en les liant à la section « Notes et références ».
 (septembre 2024).

Armoiries : écartelé au 1 et 4 d'or à trois ramures de sable, qui est de Wurtemberg, et au 23 et 3 de gueules aux deux bars adossé d'or, qui est de Montbéliard.

Henri de Wurtemberg (1448-1519), fils du comte Ulrich V de Wurtemberg le « Bien-Aimé » et de sa seconde épouse Élisabeth de Bavière, était un comte de Montbéliard de 1473 à 1482.

## Biographie
En 1473, son cousin Eberhard V de Wurtemberg lui céda le comté de Montbéliard pour la somme de quarante mille florins. La transaction fut entérinée par l'Empereur Frédéric III.
Henri de Wurtemberg se rendit à Montbéliard avec une escorte de soixante chevaux. Il y fit une entrée solennelle et confirma les Franchises aux bourgeois dans l'église du château.
Peu de temps après, au début de l'année 1474, il reçut Charles le Téméraire à Montbéliard. Le duc de Bourgogne revenait d'Alsace où il avait reçu l'hommage de ses vassaux. En effet, une partie des territoires du Haut-Rhin lui appartenaient par la vente que lui avait consentie en 1469 l'Archiduc Sigismond d'Autriche au traité de Saint-Omer.
Les hostilités avec Charles le Téméraire débutèrent presque immédiatement. La Haute-Alsace se révolta contre son bailli Pierre de Hagenbach : capturé à Vieux-Brisach, celui-ci fut jugé et exécuté après un procès inique orchestré par les villes impériales (Strasbourg, Bâle, Colmar et Schlettstadt, alliées à Berne et aux Cantons suisses) dont il avait lésé les intérêts économiques.
Lorsqu'il apprit les événements, Charles le Téméraire entra dans une colère noire et jura la perte de tous. L'une de ses premières victimes devait être le comte Henri, car son père, le vieil Ulrich V, avait pris part à l'opération. Il s'agissait en outre de profiter de la situation stratégique de Montbéliard entre le comté de Bourgogne et l'Alsace.
Alors qu'il était en voyage au Luxembourg, Henri de Wurtemberg fut saisi par des hommes du Téméraire et conduit au Luxembourg par Claude de Neufchâtel-Bourgogne et Olivier de La Marche. Ils amenèrent le comte Henri, enchaîné, devant les murs de Montbéliard. La scène se déroulait sur la « Croste », c’est-à-dire, sur les hauteurs de l'actuelle citadelle. À une garnison bien retranchée derrière les remparts, on annonça que le comte serait mis à mort si les portes de Montbéliard restaient fermées.
Comme aucune réponse ne parvenait, les Bourguignons déroulèrent un tapis de velours rouge sur lequel le jeune prince enchaîné, dut se mettre à genoux ; le bourreau levait déjà son épée... La sommation fut plusieurs fois réitérée, à quoi le courageux bailli de Montbéliard se hissant sur la pointe des pieds pour apparaître aux créneaux, déclara soudain d'une voix énergique :
« C'est contre toute justice et en toute félonie que vous détenez Monseigneur, le comte Henri ... vous pouvez bien l'occire, mais non pas avec lui la maison de Wurtemberg ... mon devoir est envers tous ceux de cette noble maison, et ils vengeront celui que vous voulez mettre à mort ... »
Les Bourguignons n'insistèrent pas : ils ramenèrent le comte Henri dans sa geôle luxembourgeoise ; puis on le conduisit à Boulogne-sur-Mer où il resta prisonnier jusqu'à la mort du Téméraire (1477).
Après sa libération, on constata que ces événements lui avait dérangé l'esprit. Fort affaibli, il rendit en 1482 le comté de Montbéliard et ses dépendances à son cousin Eberhard V de Wurtemberg, contre le versement d'une pension considérable.
Henri de Wurtemberg se retira à Riquewihr, où il épousa en 1485 Elisabeth de Bitsch, fille de Simon VI Wecker, comte de Deux-Ponts-Bitche. Elle mourut en 1487 peu après avoir donné naissance à un fils : 
- Ulrich VI de Wurtemberg (1487-1550), futur comte de Montbéliard et duc de Wurtemberg, père du duc Christophe.

Henri de Wurtemberg se remaria en 1488 avec Ève, fille de feu Jean VII, comte de Salm.
Comme il donnait de plus en plus de signes d'altération d'esprit, commettant bévue sur bévue dans la conduite de ses biens, son frère Eberhard VI de Wurtemberg dit « Eberhard le Jeune », † 1504, prit sur lui de l'enfermer au château d'Urach. Par le traité de Riquewihr, il obtint que le comté de Montbéliard lui revienne à la mort de leur cousin Eberhard V le Barbu (1496).
Henri de Wurtemberg mourut en 1519, entouré des soins de sa seconde épouse. Ils eurent deux enfants :
- Marie de Wurtemberg (1496-1551) : en 1515 elle épousa le duc Henri II de Brunswick-Wolfenbüttel
- Georges Ier de Wurtemberg (1498- 1558), comte de Montbéliard.

Ulrich VI de Wurtemberg et Georges étaient donc demi-frères.
Henri de Wurtemberg est l'ascendant agnatique (direct, de mâle en mâle) de Charles de Wurtemberg, chef de la maison de Wurtemberg de 1975 à sa mort en 2022, et, évidemment de son petit-fils et successeur Wilhelm de Wurtemberg, né en 1994.